# فيكولي (أبروتسو)
فيكولي (بالإيطالية: Vicoli)‏ هي بلدية في مقاطعة بسكارا في إقليم أبروتسو الإيطالي.

## السكان
في سنة 1861 بلغ عدد السكان 938 نسمة، وتطور العدد ليصل في سنة 2018 لـ 375 نسمة.
يظهر هذا المخطط البياني تطور النمو السكاني لـ فيكولي (أبروتسو)